# 青州市博物馆
青州博物馆位于中国山东省青州市，是一座综合性地志博物馆，2008年被国家文物局评为“国家一级博物馆”，是惟一一家县级国家一级博物馆。

## 歷史沿革
1959年益都县博物馆挂牌成立，馆址设在偶园内的冯氏宗祠。1984年异地重建，新馆为仿古建筑群，占地3万平方米，建筑面积12000平方米，陈列面积达7000平方米。1986年因益都县撤县设青州市，遂改称青州博物馆。现有馆藏文物四万余件，其中三级以上文物2000余件，镇馆之宝有明朝赵秉忠的殿试卷、东汉“宜子孙”玉璧、战国玉人、龙兴寺遗址出土的佛教造像等。现每年接待游客25万人次。